# شب‌های اینطوری (ترانه کلانی)
«شب‌های اینطوری» (به انگلیسی: Nights Like This) ترانه‌ای از خواننده و ترانه‌نویس اهل ایالات متحده آمریکا کلانی است. این ترانه با همراهی تای دولا ساین ضبط شده‌است. ترانه در ۱۰ ژانویه ۲۰۱۹ به‌عنوان یک تک‌اهنگ منتشر شد.